# Faber Grand Prix 1992
Il Faber Grand Prix 1992 è stato un torneo di tennis giocato sul sintetico indoor. È stata la 1ª edizione del torneo, che fa parte della categoria Tier II nell'ambito del WTA Tour 1992. Si è giocato a Essen in Germania dal 3 al 9 febbraio 1992.

## Campionesse

### Singolare
Monica Seles ha battuto in finale  Mary Joe Fernández con il punteggio di 6–0, 6–3

### Doppio
Katerina Maleeva /  Barbara Rittner hanno battuto in finale  Sabine Appelmans /  Claudia Porwik con il punteggio di 7–5, 6–3